# Żupania sisacko-moslawińska
Żupania sisacko-moslawińska (chorw. Sisačko-moslavačka županija) – komitat położony w środkowej Chorwacji. Obejmuje także południowo-zachodnią Slawonii. Jego stolicą jest Sisak. W 2011 roku liczył 172 439 mieszkańców.

## Podział administracyjny
Żupania sisacko-moslawińska jest podzielona na następujące jednostki administracyjne:

- miasto Sisak
- miasto Glina
- miasto Hrvatska Kostajnica
- miasto Kutina
- miasto Novska
- miasto Petrinja
- gmina Donji Kukuruzari
- gmina Dvor
- gmina Gvozd
- gmina Hrvatska Dubica
- gmina Jasenovac
- gmina Lekenik
- gmina Lipovljani
- gmina Majur
- gmina Martinska Ves
- gmina Popovača
- gmina Sunja
- gmina Topusko
- gmina Velika Ludina